# Le Vibrazioni
A Le Vibrazioni olasz rockegyüttes.

## Történetük
A zenekar 1999-ben alakult meg Milánóban, mint feldolgozás-zenekar, ami Led Zeppelin dalokat játszik. Az összes bandatag mind Milánó és térségében született. Kezdetben csak szülővárosuk és térségében léptek fel, az ország ekkor még nem ismerte őket. Egy milánói producer Demetrio Sartorio jóvoltából készítették debütáló kislemezüket Dedicato a te címmel 2003-ban, a dal az első nagylemezükön szerepel, amiből platinalemez lett, az album másik dala az E se ne va című daluk a Tre metri sopra il cielo című film egyik dala lett. 2004 decemberében egy új kislemezt Raggio di Sole címmel adták ki, 2005-ben részt vettek a Sanremói Dalfesztiválon az Ovunque andró című dalukkal, amivel a másodikak lettek az együttes kategóriában. Második albumukat Le Vibrazioni II címmel jelentették meg. A következő évben 2006 novemberében jelent meg harmadik albumuk Officine mecchaniche címmel. 2008 márciusában jelent meg újabb kislemezük Insolitá címmel, ami a Colpo d'Occhio című film betétdala, a dal egyben az En vivo című lemezük előfutára volt, ami áprilisban jelent meg.

## Tagok
- Francesco Sacrina - énekes, dalszövegíró
- Stefano Verderi - gitáros, billentyűs
- Alessandro Deidda - dobos
- Emanuele Gardossi - basszusgitáros

Extag
- Marco Castellani - (2003-2008. február) - basszusgitáros

## Diszkográfia
Nagylemezek
- Le Vibrazioni - 2003
- Le Vibrazioni II - 2005
- Officine meccaniche - 2006
- En vivo - 2008

Kislemezek
- 2003 - Dedicato a te
- 2003 - In Una Notte D'estate
- 2003 - E se ne va
- 2003 - Vieni Da Me
- 2004 - Sono Più Sereno
- 2005 - Raggio di Sole
- 2005 - Ovunque Andrò
- 2005 - Angelica
- 2005 - Aspettando
- 2005 - Ogni Giorno Ad Ogni Ora
- 2006 - Fermi Senza Forma
- 2006 - Se
- 2007 - Portami Via
- 2007 - Dimmi
- 2008 - Drammaturgia
- 2008 - Insolita
- 2008 - Su un altro pianeta